# Champsodon pantolepis
Champsodon pantolepis är en fiskart som beskrevs av Nemeth, 1994. Champsodon pantolepis ingår i släktet Champsodon och familjen Champsodontidae. Inga underarter finns listade i Catalogue of Life.